# 루비 문
루비문(Ruby Moon, 아키즈키 나쿠루(秋月 奈久留, 번안:류미호(柳美浩))는 《카드캡터 사쿠라》의 등장인물이며 토우야(번안:유도진)와 유키토(번안:오청명)가 다니는 고등학교에 전학온 천방지축 전학생이다.

## 소개
'사쿠라 카드 편'에서 부 터 등장하는 인물로 에리오르(번안:에리얼 신)에 의해 만들어졌으며, 달을 상징하며 빛 속성의 서양 마법을 사용한다. 토우야와 유키토의 동급생으로 뛰어난 운동 능력과 밝은 명랑한 성격으로 전학 오자 마자 친한 척 주변 사람들에게 친근하게 대한다.
평소에는 갈색 생머리의 소녀 같은 모습이지만 진짜 모습은 붉은 머리에 나비 날개를 가지고 있는 무성이다. 토우야의 강한 마력을 탐내고 있어 유키토를 라이벌과 같이 생각하고 있다. 루비문의 일본 이름인 아키즈키 나쿠루는 원작자들의 친구인 고단샤 직원의 야마타니 나쿠루(일본어: 山谷奈久留)에서 가져 왔다.
사쿠라와는 연인관계이다. 서로친구로 지내다가 연인으로 발전했다.
1. ↑  ISBN 2003310011825
2. 1 2  인물 프로필. 《카드캡터 사쿠라》. ISBN 2003310011825. 7권 105쪽.
3. ↑  야마타니 나쿠루의 이름은 케냐의 나쿠루(Nakuru)호수에서 유래했다.